# Łukasz Orbitowski
Łukasz Orbitowski (n. 26 octombrie 1977, Cracovia, Polonia) este un eseist polonez și scriitor de fantezie și  de literatură de groază. Până în aprilie 2012 a publicat șase romane și numeroase nuvele, culese în patru antologii. 

## Biografie
Łukasz Orbitowski a studiat la Universitatea Jagiellonă, unde a obținut o diplomă în filozofie.
A debutat în 1999 cu o antologie de nuvele, Złe Wybrzeża. Debutul său în genul fanteziei a fost marcat de povestirea din 2001, Diabeł na Jabol Hill, în primul număr al revistei poloneze Science Fiction. Pe lângă Science Fiction, povestirile sale au apărut în revistele Machina, Nowa Fantastyka și în ediția poloneză a revistei Playboy. Majoritatea lucrărilor sale se încadrează în genul fantezie și de groază, cu toate că a publicat și o carte pentru copii denumită Prezes i Kreska.
Este co-autorul scenariului pentru filmul de artă digitală pe calculator Hardkor '44 regizat de Tomasz Bagiński despre Revolta din Varșovia. De asemenea, Orbitowski a dezvoltat jocul de rol Bakemono.
Orbitowski  a publicat și eseuri în revista Przekrój (din 2006-2008 și din 2010 până în prezent).

## Recepție
Romanul său din 200, Tracę ciepło, a fost nominalizat la Premiul Janusz A. Zajdel. Acest roman a primit premiul Krakowska Książka Miesiąca (Cartea lunii din Cracovia). 
Maciej Robert, în ziarul Życie Warszawy, a menționat că Orbitowski se „transformă într-un Stephen King al Poloniei”.
A fost unul dintre pionierii povestirilor de groază care au loc într-un cadru polonez și anume în orașele moderne Cracovia, Varșovia și Wrocław.

## Lucrări
Până în aprilie 2012, Orbitowski a publicat șase romane și numeroase nuvele, adunate în patru antologii. Alte două romane sunt planificate oficial. 
Din 2010, romanul Warszawiacy al Orbitowski este publicat online în foileton.
- Złe Wybrzeża   - antologie de nuvele, Związek Literatów Polskich 1999
- Szeroki, głęboki, wymalować wszystko   - antologie de nuvele, Ha! Art 2001
- Wigilijne psy   - antologie de nuvele, Editio 2005
- Spectacol de groază, Ha! Art 2006
- Tracę ciepło, Wydawnictwo Literackie 2007
- Pies i klecha, t. 1. Przeciwko wszystkim, Fabryka Słów 2007, cu Jarosław Urbaniuk
- Prezes i Kreska. Jak koty tłumaczą sobie świat , Powergraph 2008
- Pies i klecha, t. 2. Tancerz, Fabryka Słów 2008, cu Jarosław Urbaniuk
- Święty Wrocław, Wydawnictwo Literackie 2009
- Nadchodzi   - antologie de nuvele, Wydawnictwo Literackie 2010
- Widma, , Wydawnictwo Literackie 2012
- Ogień, Narodowe Centrum Kultury 2012
- Szczęśliwa ziemia, Wydawnictwo SQN 2013
- Rękopis znaleziony w gardle – colecție de povești, BookRage 2014
- Zapiski Nosorożca. Moja podróż po drogach, bezdrożach i legendach Afryki, Wydawnictwo SQN 2014
- Inna dusza, Od Deski Do Deski 2015
- Rzeczy utracone, Zwierciadło 2017
- Exodus, Wydawnictwo SQN 2017
- Kult, Świat Książki 2019